# 西四东大街
39°55′22″N 116°22′09″E / 39.92265°N 116.36911°E
西四东大街是位于中国北京市西城区东北部的一条大街。

## 简介
西四东大街东起西黄城根北街，西至西四，同西四北大街、西四南大街、阜成门内大街连接。因位于西四路口以东而得名。朱一新《京师坊巷志稿》称此街元朝时称“马市街”，“亦称东大街”。清朝乾隆年间称“西马市街”。因元大都时期附近有马市而得名。光绪三十四年（1908年）《详细帝京舆图》作“马市”。中华民国以后，称“马市大街”。 1965年，将百子胡同并入，改称“西四东大街”。
西四地区明朝时泛称为“西市”，是刑场。民间传说，被判死刑的犯人，坐在马车之上，赶车人并不驱马快走，而是听马慢走，所谓“信马由繮”，以示慈悲。马因总走这条路，十分熟悉，故会在临刑前走到西市。
西四东大街是西城区的重要大街。其西段位于西四商业圈，所以过去十分繁华。中华民国时期，此地曾有西安市场。如今有胜利电影院。